# Bjørn Trygve Grydeland
Bjørn Trygve Grydeland (Molde, 30 maggio 1949) è un diplomatico e politico norvegese, è stato ambasciatore in Italia dal 2011 al 2017..

## Biografia
Grydeland è nato a Molde, nella contea di Møre og Romsdal.
Laureato presso l'università di Oslo nel 1979, è vice sottosegretario di stato presso l'ufficio del Primo Ministro tra il 1988 e il 1992 e segretario generale presso lo stesso ufficio tra il 1992 e il 2001; mentre tra il 1975 e il 1978 è ambasciatore della delegazione norvegese presso l'Unione europea (1996-2001) a Bruxelles.
Grydeland è stato poi presidente dell'autorità di sorveglianza dell'EFTA a Bruxelles dal 2006 al 2007, quindi sottosegretario permanente al Ministero degli Affari Esteri della Norvegia tra il 2008 e il 2011.
Nel 2011 diviene ambasciatore a Roma, con incarichi anche per San Marino e Malta, e mantiene la carica fino al 2017.